# Rejosari (Lirik)
Rejosari is een bestuurslaag in het regentschap Indragiri Hulu van de provincie Riau, Indonesië. Rejosari telt 972 inwoners (volkstelling 2010).